# The Last Live
A The Last Live az X Japan japán heavymetal-együttes koncertalbuma, mely 2001. május 5-én jelent meg a Polydor kiadásában. 1997. december 31-én rögzítették a Tokyo Dome-ban; ez volt az együttes búcsúkoncertje feloszlásukat követően. Bár 2007-ben újraalakultak, a The Last Live volt az utolsó fellépés, ahol hide játszott velük, a gitáros öt hónappal később meghalt. A lemez 7. helyezett volt az Oricon slágerlistáján. A felvétel később VHS-en és DVD-n is megjelent.

## Számlista
| 1. | Amethyst   | 6:19 |
| 2. | Rusty Nail | 6:12 |
| 3. | Week End   | 6:07 |
| 4. | Scars      | 9:31 |
| 5. | Dahlia     | 8:00 |
| 6. | Drum Break | 2:00 |
| 7. | Drain      | 4:29 |
| 8. | Piano Solo | 5:41 |

| 1. | Crucify My Love                                     | 7:18  |
| 2. | Longing: Togireta melody (Longing ~跡切れたmelody~) | 7:41  |
| 3. | Kurenai (紅)                                        | 7:55  |
| 4. | Orgasm                                              | 18:53 |
| 5. | Drum Solo                                           | 14:10 |
| 6. | Forever Love                                        | 12:41 |

| 1. | Prologue                    | 2:47  |
| 2. | X                           | 16:46 |
| 3. | Endless Rain                | 17:16 |
| 4. | Curtain Call (Say Anything) | 2:48  |
| 5. | The Last Song               | 13:32 |
| 6. | Epilogue (Tears)            | 10:47 |